# Igora Drive
Igora Drive, (ryska: Игора Драйв), är en racerbana i Rautus (ryska: Сосно́во) i Ryssland. Banan, som byggdes mellan 2017 och 2018, ligger på Karelska näset 54 kilometer norrut från Sankt Petersburg och används bland annat för roadracing, DTM och formel 1 (2023-).